# 格林蘭 (密歇根州)
格林蘭（英語：Greenland）是位於美國密歇根州昂托納貢縣格林蘭鎮區的一個普查規定居民點。

## 人口
根據2020年美國人口普查的數據，格林蘭的面積為1.07平方千米，當中陸地面積為1.07平方千米，而水域面積為0.00平方千米。當地共有人口146人，而人口密度為每平方千米136.45人。